# 15-я армия воздушно-космических сил особого назначения
15-я армия воздушно-космических сил особого назначения — оперативное объединение в составе Космических войск Российской Федерации. Создана 1 декабря 2011 года в составе Войск воздушно-космической обороны. Сокращённое наименование — 15 А ВКС ОсН.

## Описание
15-я армия воздушно-космических сил особого назначения занимается управлением орбитальной группировкой космических аппаратов, обнаружением пусков баллистических межконтинентальных ракет и наблюдением за космическим околоземным пространством. Осуществляются эти действия с помощью радиолокационных станций системы предупреждения о ракетном нападении типа 77Я6 «Воронеж», «Днепр», «Дарьял», «Волга», а также радиооптического комплекса «Крона» в Карачаево-Черкесской Республике и оптикоэлектронного комплекса «Окно» в Республике Таджикистан.
Находящийся в составе армии ГИКЦ имени Г. С. Титова выполняет задачи обеспечения запусков космических аппаратов различного назначения, управления космическими аппаратами военного, социально-экономического, научного назначения и космическими аппаратами, запущенными по программам международного сотрудничества и коммерческим программам. Одной из основных задач Главного центра является обеспечение бесперебойного функционирования Глобальной навигационной спутниковой системы ГЛОНАСС состоящего из 24 спутников. Среди важнейших задач ГИКЦ им. Г. С. Титова необходимо отметить также применение системы единого времени и эталонных частот «Цель» для частотно-временного обеспечения потребителей Министерства обороны РФ.
Отдельные командно-измерительные комплексы (ОКИК) Главного испытательного космического центра расположены на всей территории России от Калининграда до Камчатки. Вся информация, принимаемая командно-измерительными комплексами с космических аппаратов, передаётся в Центр управления космическими аппаратами российской орбитальной группировки в Краснознаменск для обработки, анализа и принятия решений по выдаче управляющих команд на борт космических аппаратов. В 2018 году на управлении ГИКЦ им. Г. С. Титова находилось около 80 % космических аппаратов российской орбитальной группировки.
На оснащении ОКИК находятся космические радиотехнические комплексы «Плутон», радиотелескопы РТ-70. Общее количество ОКИК ГИКЦ составляет 14 единиц по всей стране. С помощью радиотехнических средств и лазерного телескопа ОКИК в Барнауле проводит до 110 сеансов управления космическими аппаратами в сутки. Отсюда поступает информация для контроля вывода на орбиты КА, запущенных с Байконура, обеспечивается голосовая и телевизионная связь с экипажами пилотируемых космических кораблей и МКС.
Места дислокации за пределами России: отдельный радиотехнический узел в городе Барановичи Республики Беларусь и отдельный оптико-электронный узел в городе Нурек Республики Таджикистан.
Вместе с испытательным космодромом «Плесецк» входит в состав Космических войск.

## История

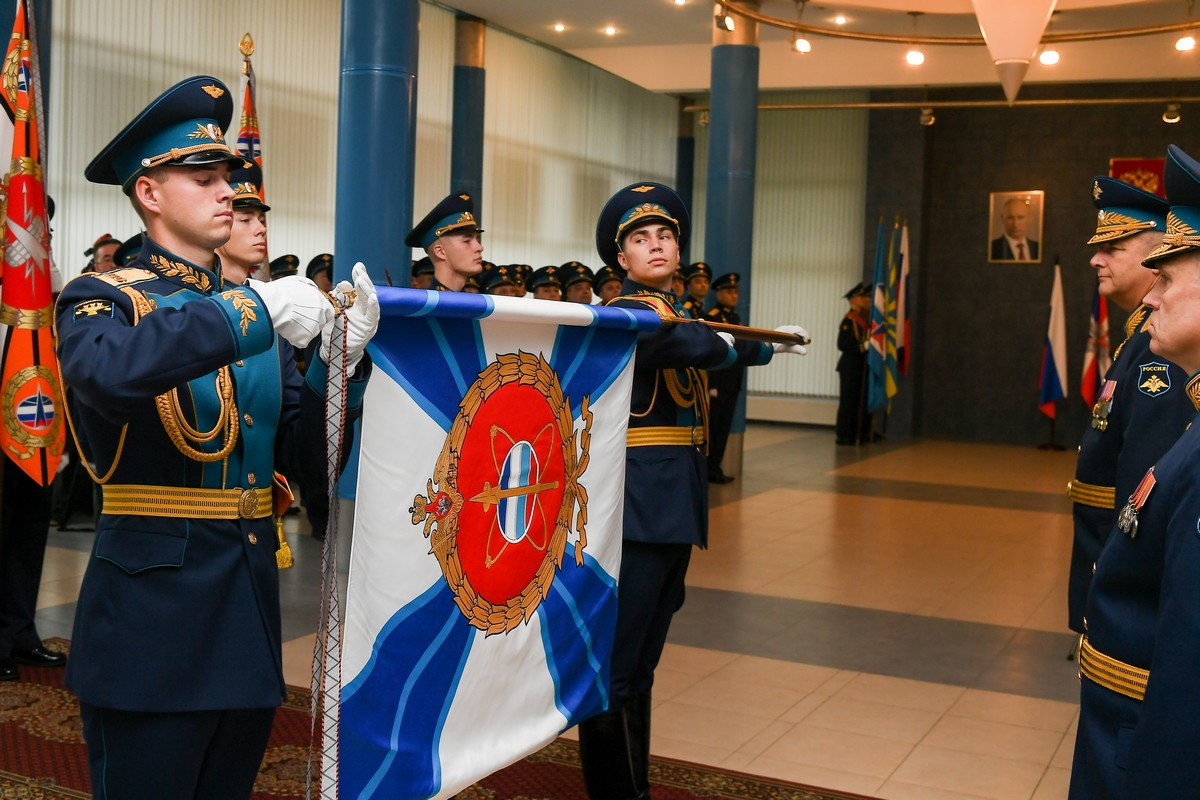
Вручение знамени 15-й армии ВКС ОсН 4 октября 2019 года.

Первое знамя объединения вручено 15-й армии воздушно-космических сил особого назначения 4 октября 2019 года, в День Космических войск, в Центре управления 15-й армии ВКС ОсН в подмосковном Краснознаменске. В торжественном мероприятии приняли участие представители руководящего состава Космических войск, военнослужащие 15-й армии ВКС ОсН, ветераны, в разные годы возглавлявшие Космические войска, а также соединения и объединения, входившие в их состав. Командующий Космическими войсками — заместитель главнокомандующего Воздушно-космическими силами генерал-полковник Александр Головко вручил знамя объединения командующему 15-й армией воздушно-космических сил особого назначения генерал-лейтенанту Андрею Вышинскому.
15-я армия ВКС ОсН стала первым объединением Вооружённых сил Российской Федерации, которому вручено знамя — официальный воинский символ и реликвия, олицетворение чести, доблести, славы и боевых традиций.
Октябрь 2021: поступили первые комплексы С-500 «Прометей» (первый бригадный комплект).

## Структура
15-я армия ВКС ОсН состоит из:
- Главный испытательный космический центр имени Г. С. Титова (ГИКЦ) (г. Краснознаменск);
- Главный центр предупреждения о ракетном нападении (ГЦ ПРН);
- Главный центр разведки космической обстановки (ГЦ РКО).